# استودیوهای تلویزیونی سی‌بی‌اس
استودیوهای تلویزیونی سی‌بی‌اس (انگلیسی: CBS Television Studios) نام یک شرکت آمریکایی تهیه و تولیدِ محصولات تلویزیونی است که توسط «شرکت سی‌بی‌اس» در ۱۷ ژانویهٔ ۲۰۰۶ میلادی، از ادغامِ دو شرکت «پارامونت تله‌ویژن» و «سی‌بی‌اس پروداکشنز» بنا نهاده شد.
این مجموعه، در واقع، بخش تلویزیونی «شرکت سی‌بی‌اس» و همچنین بخش تلویزیونی «سی‌دابلیو» و «وارنر برادرز تله‌ویژن» است.